# Campionati europei di pattinaggio di velocità 2024 - Inseguimento a squadre maschile
L'evento del team pursuit maschile dei Campionati europei di pattinaggio di velocità 2024 si è svolto il 5 gennaio 2024 alla Thialf di Heerenveen, nei Paesi Bassi.

## Risultati
| Pos | Pair | Corsia | Nazione                                                       | Tempo   | Diff   |
| --- | ---- | ------ | ------------------------------------------------------------- | ------- | ------ |
| 1   | 2    | s      | Norvegia Sander Eitrem Peder Kongshaug Sverre Lunde Pedersen  | 3:34.22 |        |
| 2   | 3    | s      | Italia Andrea Giovannini Davide Ghiotto Michele Malfatti      | 3:40.47 | +6.25  |
| 3   | 3    | c      | Paesi Bassi Marcel Bosker Chris Huizinga Bart Hoolwerf        | 3:41.36 | +7.14  |
| 4   | 1    | c      | Polonia Marcin Bachanek Artur Janicki Szymon Pałka            | 3:45.74 | +11.52 |
| 5   | 1    | s      | Francia Timothy Loubineaud Mathieu Belloir Valentin Thiebault | 3:45.82 | +11.60 |
| —   | 2    | c      | Belgio Bart Swings Indra Medard Jason Suttels                 | DNF     | DNF    |